# Женская сборная Тайваня по баскетболу 3×3
Женская сборная Тайваня по баскетболу 3×3 представляет Тайвань на международных соревнованиях по баскетболу 3×3. Управляющим органом является Баскетбольная ассоциация Тайваня (англ. Republic of China Basketball Association, Chinese Taipei Basketball Association).
По состоянию на 26 августа 2024, женская сборная Тайваня по баскетболу 3×3 занимает 49-е место в мировом рейтинге ФИБА женских сборных по баскетболу 3×3.

## Результаты выступлений
| Турнир                           | Золото | Серебро | Бронза | Всего |
| -------------------------------- | ------ | ------- | ------ | ----- |
| Чемпионат мира по баскетболу 3×3 | —      | —       | —      | —     |
| Чемпионат Азии                   | —      | —       | —      | —     |
| Азиатские игры                   | —      | —       | —      | —     |
| Итого                            | —      | —       | —      | —     |

### Чемпионат мира по баскетболу 3x3
| Год           | Место          | Игры           | Победы         | Поражения      | Состав команды                                          |
| ------------- | -------------- | -------------- | -------------- | -------------- | ------------------------------------------------------- |
| Афины 2012    | 7              | 7              | 4              | 3              | Hsiao Yu Chang, Yi-Lien Chiang, Chi-Wen Lin, Yi Hung Ma |
| 2014          | не участвовали | не участвовали | не участвовали | не участвовали | не участвовали                                          |
| Гуанчжоу 2016 | 15             | 4              | 1              | 3              | Yu-Chun Chen, Chi-Wen Lin, Hsi-Yeh Liu, Li-Yun Wang     |
| 2017—2023     | не участвовали | не участвовали | не участвовали | не участвовали | не участвовали                                          |

### Чемпионат Азии по баскетболу 3x3
| Год             | Место          | Игры           | Победы         | Поражения      | Состав команды                                                |
| --------------- | -------------- | -------------- | -------------- | -------------- | ------------------------------------------------------------- |
| 2013            | не участвовали | не участвовали | не участвовали | не участвовали | не участвовали                                                |
| Улан-Батор 2017 | 9              | 2              | 0              | 2              | Kuo Chia-Wen, Hsi-Yeh Liu, Ching Ju Shih, Wu Ying Chieh       |
| Шэньчжэнь 2018  | 8              | 3              | 1              | 2              | Meng-Hsin Chen, Yu-Lien Hsu, Pei Chen Lo, Jing Ting Wang      |
| 2019            | не участвовали | не участвовали | не участвовали | не участвовали | не участвовали                                                |
| Сингапур 2022   | 5              | 3              | 2              | 1              | Chih-Ying Chen, Shih-Han Hsu, Hung-Ting Kuo, Yueh-Ti Wang     |
| Сингапур 2023   | 8              | 3              | 1              | 2              | Yu Chieh Chen, Chiao-Chun Huang, Chih-Jung Ting, Yueh-Ti Wang |
| Сингапур 2024   | 4              | 5              | 2              | 3              | Yu Chieh Chen, Hui-Tzu Cheng, Shih-Han Hsu, Hung-Ting Kuo     |

### Азиатские игры
| Год           | Место | Игры | Победы | Поражения | Состав команды                                               |
| ------------- | ----- | ---- | ------ | --------- | ------------------------------------------------------------ |
| Джакарта 2018 | 4     | 6    | 3      | 3         | Wang Jing-ting, Lin Tieh, Lo Pei-chen, Peng Hsiao-tong       |
| Ханчжоу 2022  | 4     | 6    | 4      | 2         | Chen Yu-chieh, Hsu Shih-han, Huang Chiao-chun, Kuo Hung-ting |